# Paolo Canè
Paolo Canè [ˈpaːolo kaˈnɛ] (* 9. April 1965 in Bologna) ist ein ehemaliger italienischer Tennisspieler.

## Leben
Canè war 1983 italienischer Juniorenmeister und wurde im selben Jahr Tennisprofi. 1985 gewann er an der Seite von Simone Colombo seinen ersten Doppeltitel auf der ATP World Tour. Mit Claudio Panatta stand er zudem im Doppelfinale von Kitzbühel. Canè und Colombo konnten 1986 den Titel von Bologna verteidigen, wo Canè zudem auch im Einzelfinale stand. Darüber hinaus gewannen sie das Turnier von Palermo. Außerdem gewann Canè in Bordeaux seinen ersten Einzeltitel durch einen Finalsieg über Kent Carlsson. Insgesamt gewann er im Laufe seiner Karriere drei Einzel- und drei Doppeltitel. Seine höchste Notierung in der Tennis-Weltrangliste erreichte er 1989 mit Position 26 im Einzel sowie 1985 mit Position 43 im Doppel.
Seine besten Einzelresultate bei Grand-Slam-Turnieren waren Zweitrundenteilnahmen bei den Australian Open, den French Open und in Wimbledon. Im Doppel erreichte er 1988 das Achtelfinale der French Open.
Canè bestritt zwischen 1986 und 1994 17 Einzel- sowie neun Doppelpartien für die italienische Davis-Cup-Mannschaft. Fünf Mal stand er mit der Mannschaft im Viertelfinale der Weltgruppe. Nach einer Niederlage gegen Mats Wilander in ihrem ersten Zusammentreffen im Davis-Cup konnte Canè beide anderen gewinnen. Bei der 2-3 Erstrunden-Niederlage gegen Deutschland 1991 verlor er beide Einzel gegen Boris Becker und Michael Stich. Bei den Olympischen Sommerspielen 1988 trat er im Herreneinzel für Italien an. Er erreichte nach Siegen über die Brüder Javier Sánchez und Emilio Sánchez Vicario das Viertelfinale, wo er dem späteren Bronzemedaillisten Stefan Edberg unterlag.

## Erfolge
| Legende                       |
| Grand Slam                    |
| Tennis Masters Cup            |
| ATP Masters Series            |
| ATP International Series Gold |
| ATP International Series (6)  |
| ATP Challenger Tour (7)       |

### Einzel

#### Turniersiege

##### ATP Tour
| Nr. | Datum         | Turnier  | Belag | Finalgegner    | Ergebnis      |
| --- | ------------- | -------- | ----- | -------------- | ------------- |
| 1.  | 7. Juli 1986  | Bordeaux | Sand  | Kent Carlsson  | 6:4, 1:6, 7:5 |
| 2.  | 31. Juli 1989 | Båstad   | Sand  | Bruno Orešar   | 7:6, 7:6      |
| 3.  | 20. Mai 1991  | Bologna  | Sand  | Jan Gunnarsson | 5:7, 6:3, 7:5 |

##### Challenger Tour
| Nr. | Datum             | Turnier    | Belag     | Finalgegner           | Ergebnis      |
| --- | ----------------- | ---------- | --------- | --------------------- | ------------- |
| 1.  | 15. August 1988   | San Marino | Sand      | Francesco Cancellotti | 6:7, 6:3, 6:3 |
| 2.  | 5. September 1988 | Genua      | Sand      | Massimo Cierro        | 6:3, 6:1      |
| 3.  | 3. Juni 1991      | Turin      | Sand      | Roberto Azar          | 6:2, 6:3      |
| 4.  | 4. Oktober 1993   | Dublin     | Hartplatz | Jeremy Bates          | 6:3, 7:5      |

#### Finalteilnahmen
| Nr. | Datum              | Turnier | Belag | Finalgegner            | Ergebnis      |
| --- | ------------------ | ------- | ----- | ---------------------- | ------------- |
| 1.  | 9. Juni 1986       | Bologna | Sand  | Martín Jaite           | 2:6, 6:4, 4:6 |
| 2.  | 25. September 1989 | Palermo | Sand  | Guillermo Pérez Roldán | 1:6, 4:6      |

### Doppel

#### Turniersiege

##### ATP Tour
| Nr. | Datum              | Turnier     | Belag | Partner        | Finalgegner                       | Ergebnis |
| --- | ------------------ | ----------- | ----- | -------------- | --------------------------------- | -------- |
| 1.  | 10. Juni 1985      | Bologna (1) | Sand  | Simone Colombo | Jordi Arrese Alberto Tous         | 7:5, 6:4 |
| 2.  | 9. Juni 1986       | Bologna (2) | Sand  | Simone Colombo | Claudio Panatta Blaine Willenborg | 6:1, 6:2 |
| 3.  | 29. September 1986 | Palermo     | Sand  | Simone Colombo | Claudio Mezzadri Gianni Ocleppo   | 7:5, 6:3 |

##### Challenger Tour
| Nr. | Datum           | Turnier    | Belag | Partner          | Finalgegner                         | Ergebnis      |
| --- | --------------- | ---------- | ----- | ---------------- | ----------------------------------- | ------------- |
| 1.  | 21. Januar 1985 | Agadir     | Sand  | Claudio Mezzadri | Alessandro De Minicis Olli Rahnasto | 6:4, 6:4      |
| 2.  | 24. März 1986   | Marrakesch | Sand  | Claudio Mezzadri | Jordi Arrese Jorge Bardou           | 0:6, 6:1, 6:4 |
| 3.  | 14. April 1986  | Parioli    | Sand  | Simone Colombo   | Stephan Medem Dominik Utzinger      | 6:1, 6:4      |

#### Finalteilnahmen
| Nr. | Datum           | Turnier     | Belag | Partner         | Finalgegner                         | Ergebnis      |
| --- | --------------- | ----------- | ----- | --------------- | ----------------------------------- | ------------- |
| 1.  | 11. August 1985 | Kitzbühel   | Sand  | Claudio Panatta | Sergio Casal Emilio Sánchez Vicario | 3:6, 6:3, 2:6 |
| 2.  | 18. Mai 1987    | Florenz     | Sand  | Gianni Ocleppo  | Wolfgang Popp Udo Riglewski         | 4:6, 4:6      |
| 3.  | 14. August 1988 | St. Vincent | Sand  | Balázs Taróczy  | Alberto Mancini Christian Miniussi  | 4:6, 7:5, 3:6 |
| 4.  | 30. April 1989  | Monte Carlo | Sand  | Diego Nargiso   | Tomáš Šmíd Mark Woodforde           | 6:1, 4:6, 2:6 |
| 5.  | 2. April 1990   | Estoril     | Sand  | Omar Camporese  | Sergio Casal Emilio Sánchez Vicario | 5:7, 6:4, 5:7 |